# Kristian Haugaard Jensen
Kristian Haugaard Jensen (27 februari 1991) is een Deens voormalig wielrenner. Hij kwam in 2014 uit voor het Giant-Shimano Development Team, het opleidingsteam van Giant-Shimano.

## Overwinningen
2013
1e etappe Flèche du Sud
1e etappe Ronde van Tsjechië (ploegentijdrit)
Andersen · Guldhammer · Hansen · Haugaard · Hemmsen · K.V. Kristensen · R. Kristensen · Lund · J.-E. Madsen · T. Madsen · Rasmussen · Stenger · A. Vorre Louring · R. Vorre Louring
Bertilsson · Biermans · Brockhoff · Frame · van der Haar · Haugaard · Ludvigsson · Pölder · Rask · Schachmann · Janssen (stagiair)